# Ораторианцы
Ораториа́нцы, Конфедерация ораторианцев святого Филиппа Нери (лат.  Confoederatio Oratorii S. Philippi Nerii, C.O.) — католическое общество апостольской жизни, возникшее в 1558 году в Риме по инициативе святого Филиппа Нери.

## Организация
В 2014 году ораторианцы насчитывали 525 членов в 86 ораториях, из них 418 священников. Занимаются образованием, работой с молодёжью, участвуют в благотворительной и катехизаторской деятельности.
Особое внимание ораторианцы уделяют развитию церковной музыки. Все оратории автономны, единый глава общества отсутствует. Высшую власть в обществе осуществляет Совет, который собирается раз в 6 лет на общем конгрессе ораторианцев в Риме, в церкви Санта-Мария-ин-Валичелла, где находится могила св. Филиппа Нери. Совет избирает Генерального представителя (Procura Generalis), который, не являясь главой общества, представляет его интересы перед Святым Престолом.

## История
Начало обществу ораторианцев было положено в 1558 году в Риме, когда священник Филипп Нери начал проводить пастырские встречи в церкви Сан-Джироламо-делла-Карита, потом обустроил для таких встреч специальное помещение при храме, которое назвал ораторием. Встречи состояли из бесед на религиозные темы и пения церковных гимнов. Особенностью встреч было то, что в них принимали участие как священники, так и миряне. Помимо встреч члены общины занимались самообразованием — изучали церковную музыку, церковную историю, вели благотворительную деятельность.
В 1564 году Филипп Нери был назначен настоятелем церкви Сан-Джованни-деи-Фиорентини. При ней он основал аналогичную общину, члены которой стали именовать себя ораторианцами. Постепенно были разработаны определённые правила при участии священника Франческо Таруджи, будущего кардинала, также присоединившегося к ораторианцам. 15 июля 1575 года Григорий XIII буллой Copiosus in misericordia одобрил создание общества. Ораторианцы стали утверждённым обществом общинной жизни, впоследствии обществом апостольской жизни, то есть её члены не приносят монашеских обетов, а в состав конгрегации входят как священники, так и миряне.
Деятельность ораторианцев постепенно расширялась, в 1579 году был создан ораторий в Милане, в 1586 году в Неаполе. В 1583 году была написана первая конституция, которая впоследствии несколько раз перерабатывалась. В 1612 году конституция общества была утверждена Павлом V. В конце XVI века общество насчитывало 10 ораториев. В начале XVII века общество перешагнуло итальянские границы — в 1611 году известный богослов Пьер де Берюль, который высоко ценил ораторианцев за вклад в повышение духовного и интеллектуального уровня клира и прихожан, основал ораторий в Париже. В XVIII веке конгрегация насчитывала 150 обителей в Европе, Латинской Америке и Индии. В XIX веке оратории появились в Великобритании и США. В Великобритании первый ораторий создал знаменитый богослов Джон Генри Ньюмен. В 1968 году создана женская федерация сестёр святого Филиппа Нери.
Ораторианцы прославились своими заслугами в области философии, науки и духовной музыки — к французским ораторианцам принадлежали Луи-Антуан Караччиоли, Лаблеттери, Мальбранш, Жан Морэн и др., к итальянским — кардинал Бароний и композитор Палестрина. В Лиссабонской конгрегации на протяжении 3 лет изучал философию и теологию первый португальский библиограф Диогу Барбоза Машаду. Членом общества был и философ Теодосио Алмеида.

## Прочие факты
От слова «ораторианцы» произошло название музыкального произведения оратория.